# SALLiA
SALLiA（サリア、1989年3月23日 -）は、日本の女性シンガーソングライター、音楽プロデューサー、仏像オタクニスト。大分県別府市出身。株式会社ライトワンネスオフィス所属。血液型はA型。愛称は「さりたん」。

## 概要
青山学院女子短期大学卒業。
一度入った進学校を中退し、翌年に別の高校に入学し直す際、音楽に救われ、畑田も音楽の道を進むことを決意した。
2005年より作詞・作曲を独学で始め、今までにリリースした楽曲全ての作詞・作曲を担当している。編曲、ミキシング、マスタリングも全て自分で行う場合もある。

## 来歴
短大卒業後、パーティーやディナーショーなどで活動する。その時、来場した方々からの要望で歌う場をライブハウスへと広げた。2011年11月、TOKYO MXの番組「サンデーブレイク」のエンディングテーマ曲に「アクアマリン」が起用された。
2012年3月23日「アクアマリン」を自社レーベルより発売。2012年6月より放送を開始した「みんなのバラエティ」（TOKYO MX）のエンディングテーマ曲を毎月担当、さらに挿入歌も担当し初のバラエティ番組にも出演を果たした。「みんなのバラエティ」放送とほぼ同時にニコニコチャンネル「みんなのバラエティ」内にて「畑田紗李のヲタ充」という番組を持つ。趣味のアニメ、ゲーム、仏像について話す15分番組を開始した。
2012年12月よりニコニコ生放送も開始された。
2013年2月13日、兼ねてより目標としていたスキマスイッチの「奏（かなで）」をカバー配信リリースした。スキマスイッチの事務所に企画書や畑田自身の経歴を送ったところ、正式に許可をもらいリリースすることになった。編曲は、畑田がすべて自分で手がけている。2014年5月からイオンモールでのライブ活動を始め、全国を廻っている。
2014年6月11日に配信リリースした「my sweet boy」（連続配信リリース24ヶ月目最後の曲）が、スターダストピクチャーズ製作の映画「眼ーまなこー」（菱沼康介監督）の主題歌に起用された。「my sweet boy」のボーカル、作詞、作曲、編曲のすべてを畑田が担当している。
2015年3月25日に「ハニー＊ハニー／君は僕のもの」をリリース。初の両A面シングル、3年ぶりのCDリリースとなった。「ハニー＊ハニー」は新潟テレビ21「ヤンごとなき！」4月度エンディングテーマとして起用され、さらにラジオキューブ（FM三重）NEW COMERに決定される。「君は僕のもの」はチバテレビ「白黒アンジャッシュ」3月度エンディングテーマとして起用され、畑田も「白黒アンジャッシュ」にゲスト出演を果たした。そして3月度Monthly A Music（ABCラジオ、MBSラジオ、ラジオ大阪、ラジオ関西、KBS京都ラジオ）として決定した。
2015年10月28日、3枚目となるシングル「カレイドスコープ」を発売、初の3曲入りシングルとなった。「カレイドスコープ」は福島テレビ「福歌丸」の11月度エンディングテーマ曲にもなった。
同年11月より全国のフリースクールでの講話＆ライブをするというボランティア活動を開始。
2016年7月よりFM FUJI「畑田紗李・カレイドスコープRADIO」がスタート。8月には「あなたのような」がUSENインディーズチャートにて、2週連続チャートイン。
2016年11月2日、1stアルバム「人間宣言。」をリリース。リード曲「イデア」は全国31局ネット「MUSIC.B.B.」11月度エンディング曲として起用され、さらに全国各地での街頭ビジョン放映や、各音楽雑誌掲載、各ラジオ局のパワープレイも獲得。さらに「イデア」はUSEN週間インディーズランキング（2016年11月4日～11月10日）にて1位を獲得し、その後も4週に渡ってトップ10入りを果たす。
2016年12月4日、自身初となるワンマンライブをCLUB Queにて開催。2017年3月11日には生誕記念ワンマンライブを敢行した。
2018年4月1日、自身のブログにて下の名前「紗李」が「紗季」と間違えられやすかったことから名義を「SALLiA」（サリア）に変更したことを発表した。
2018年10月23日、自身のブログで初著である「生きるのが苦しいなら～仏像と生きた3285日～」を12月3日に発売することを発表。同時に「仏像オタクニスト」としての活動も始めることを改めて発表した。
その後、紀伊國屋書店の全国のランキングで12/10〜12/16のウィークリーランキングで、3位を獲得、さらに和書部門では、新宿本店、西武渋谷店、横浜みなとみらい店、国分寺店、厚別店、アミュプラザおおいた店で1位を獲得し、ダ・ヴィンチニュースの記事ランキングでは、3日連続1位を獲得した。
本格的に仏像オタクニストとして、豊川稲荷東京別院での仏と寺子屋会の講師や、講演会などにもフィールド広げながら、日本最大の寺社フェス向源でのトークショーやライブ、比叡山延暦寺坂本夏祭りでのライブなど、アーティストとしても活躍の場を広げる。
2019年11月19日、SALLiAになってから初のシングルリリースとなる「僕はもう戦わない。」をリリース。タワーレコード渋谷店でプッシュされ、渋谷の街頭ビジョンでMVも放映された。
2019年11月28日、「ハナマルキpresents SALLiA special Live〜僕はもう戦わない。〜」を渋谷Take off7にて敢行。
2019年12月21日、2冊目の著書となる「アラサー女子、悟りのススメ。」を出版。
2020年6月26日、「アルデバラン」を配信リリース。

## 趣味
趣味はアニメ鑑賞・ゲーム・仏像鑑賞・ガンプラ作り。漫画「ジョジョの奇妙な冒険」も好きである。
一番好きなアニメは「AIR」。ゲームでは特にファイナルファンタジーシリーズの大ファンで、FF13が発売された時は渋谷のTSUTAYAに朝の5時から並んだほど。
仏像好きで知られ、No.1仏像は東寺の帝釈天。畑田曰く「帝釈天の人間界の嫁」と自称している。
家に大量の仏像に関する本を所有しており、メディアに出演した際にはほぼ毎回、仏像の話をしている。「仏像の本を出版するのが夢。」とも度々語っていたが、2018年12月3日「生きるのが苦しいなら～仏像と生きた3285日～」を出版することで夢を叶えた。
ガンプラ作りも趣味で、「音楽と一緒で何かを作っている最中は頭を真っ白にできるから」のこと。

## ディスコグラフィ

### 畑田紗李名義　シングル
|     | 発売日         | タイトル                     | 企画品番 |
| --- | -------------- | ---------------------------- | -------- |
| 1st | 2012年3月23日  | アクアマリン                 | LO-39    |
| 2nd | 2015年3月25日  | ハニー＊ハニー／君は僕のもの | LO-41    |
| 3rd | 2015年10月28日 | カレイドスコープ             | LO-36    |

### 畑田紗李名義　アルバム
|     | 発売日        | タイトル   | 企画品番 |
| --- | ------------- | ---------- | -------- |
| 1st | 2016年11月2日 | 人間宣言。 | LO-27    |

### タイアップ一覧
| 楽曲             | タイアップ                                                    |
| ---------------- | ------------------------------------------------------------- |
| アクアマリン     | TOKYO MX「サンデーブレイク」2011年10月度エンディングテーマ    |
| boder line       | TOKYO MX「みんなのバラエティ」2012年7月度エンディングテーマ   |
| WHITE ME         | TOKYO MX「みんなのバラエティ」2012年8月度エンディングテーマ   |
| BABY             | TOKYO MX「みんなのバラエティ」2012年9月度エンディングテーマ   |
| 刹那             | テレビ西日本「Gee Bee」2014年9月度第3週エンディングテーマ     |
| my sweet boy     | スターダストピクチャーズ製作 映画「眼-まなこ-」主題歌         |
| おんなのこのうた | テレビ埼玉「ごごたま」2014年10月度お天気コーナーテーマ曲      |
| 君は僕のもの     | チバテレビ「白黒アンジャッシュ」2015年3月度エンディングテーマ |
| ハニー＊ハニー   | 新潟テレビ21「ヤンごとなき！」2015年4月度エンディングテーマ   |
| カレイドスコープ | 福島テレビ「福歌丸」2015年11月度エンディングテーマ            |
| イデア           | TOKYO MX「MUSIC B.B.」2016年11月度エンディングテーマ}         |

### 畑田紗李名義　配信リリース
|      | リリース日     | タイトル                          |
| ---- | -------------- | --------------------------------- |
| 1st  | 2012年7月18日  | boder line                        |
| 2nd  | 2012年8月29日  | WHITE ME                          |
| 3rd  | 2012年9月19日  | BABY                              |
| 4th  | 2012年10月17日 | BLACK ME                          |
| 5th  | 2012年11月14日 | 空間衝動                          |
| 6th  | 2012年12月12日 | バンビーナ                        |
| 7th  | 2013年1月9日   | 25g                               |
| 8th  | 2013年2月13日  | 奏（かなで）※スキマスイッチカバー |
| 9th  | 2013年3月13日  | 個人的主張                        |
| 10th | 2013年4月10日  | アンダンテ                        |
| 11th | 2013年5月15日  | one and only                      |
| 12th | 2013年6月13日  | スターゲイザー                    |
| 13th | 2013年7月10日  | 僕は其れを愛だと云う。            |
| 14th | 2013年8月14日  | is                                |
| 15th | 2013年9月11日  | アネモネ                          |
| 16th | 2013年10月9日  | メランコリック・ラプソディ        |
| 17th | 2013年11月13日 | 光                                |
| 18th | 2013年12月11日 | キミフェチ                        |
| 19th | 2014年1月8日   | 刹那                              |
| 20th | 2014年2月12日  | コイワズライ                      |
| 21st | 2014年3月19日  | foolish night                     |
| 22nd | 2014年4月16日  | GAME                              |
| 23rd | 2014年5月7日   | おんなのこのうた                  |
| 24th | 2014年6月11日  | my sweet boy                      |

### SALLiA名義　シングル
|     | 発売日         | タイトル           | 企画品番 |
| --- | -------------- | ------------------ | -------- |
| 1st | 2019年11月19日 | 僕はもう戦わない。 | LO-30    |

### SALLiA名義　配信リリース
|     | 発売日        | タイトル           |
| --- | ------------- | ------------------ |
| 1st | 2018年11月7日 | ライアー・ライアー |
| 2nd | 2020年6月27日 | アルデバラン       |

## 著書
- 生きるのが苦しいなら～仏像と生きた3285日～キラジェンヌ出版
- アラサー女子、悟りのススメ。オークラ出版

## コラム連載
- hasunoha（お坊さん悩み相談サイト）「仏のトリセツ」
- 日刊ゲンダイ[18]

## 出演

### テレビ
- chocoっと（大分放送、2014年9月5日、番組ゲスト）
- スパークオンウェーブ（テレビ大分、2014年9月14日、2015年5月3日　インタビュー放映）
- もぎたて情報局（大分ケーブルテレビ、2014年9月24日　番組ゲスト）
- OCT夢スタジオ（大分ケーブルテレビ、2014年9月28日　スタジオライブ＆トークゲスト）
- ひるポチッ!（群馬テレビ、2014年10月15日・2015年4月30日、番組ゲスト）
- ごごたま（テレビ埼玉、2014年10月15日、番組ゲスト）
- てっぺん静岡（テレビ静岡、2014年10月17日、番組ゲスト）
- Station!（岐阜放送、2015年1月5日　コメントゲスト）
- 2時コレ!知っとお!!（サンテレビ、2014年10月24日、スタジオライブ&トークゲスト）
- オヤスミSUNny Day（テレビ山梨、2015年1月11日、番組ゲスト）
- Yappy2（テレビ愛媛、2015年1月15日、番組ゲスト）
- おんがくのおじかんです～ミュージックムーブスリム～（テレビ高知、2015年1月30日、番組ゲスト）
- 白黒アンジャッシュ（チバテレビ、2015年3月3日、番組ゲスト）
- あっぷる（長崎放送、2015年3月19日、番組ゲスト）
- Wakatto Land（テレビ熊本、2015年3月21日、番組ゲスト）
- ひるまえとんぼテレビ（とんぼチャンネル、2015年4月23日　番組ゲスト）
- シャキット!（チバテレビ）2015年4月27日、番組ゲスト）
- ぽじポジたまご（KBS京都、2015年6月2日、番組ゲスト）

### レギュラーラジオ
- 「畑田紗李のDear message」（レインボータウンFM 2013年9月～12月　月1パーソナリテイ）
- 「SALLiA・カレイドスコープRADIO」（FM FUJI 2016年7月～2018年6月）[19]。
- 「五十嵐はるみのソー・ナイス」（FM OH! 2019年12月～）[20]。

## ワンマンライブ
- 2016年12月4日　「畑田紗李　1stワンマンライブ！！」下北沢CLUB QUE[21]。
- 2017年3月11日「畑田紗李28歳だよ！全員集合！！！」渋谷Take OFF7[22]。
- 2018年12月20日　SALLiA special Live「X'mas With YOU」四谷Lotus[23]。
- 2019年11月28日、「ハナマルキpresents SALLiA special Live〜僕はもう戦わない。〜」を渋谷Take off7にて敢行。[24]。

## 楽曲提供
- Shiny Summer Fish（元アテネ五輪競泳日本代表　森隆弘テーマソング＆森塾テーマソング）

## プロデュース
- オレンジ通り商店街オレンテくんダンスミュージックビデオ　企画発案&プロデュース[25]。

## その他
- 君は僕のもの 3月度Monthly A Music（ABCラジオ、MBSラジオ、ラジオ大阪、ラジオ関西、KBS京都ラジオ）
- ハニー＊ハニー ラジオキューブ（FM三重）3月度　NEW COMER
- イデア　FM yokohama、FM FUJI、RADIO BERRY　11月度パワープレイ